# 293
| [ Edytuj tabelę ] |                                                           |
| Król Aksum        | - 270 Endubis 300                                         |
| Król Armenii      | - 287 Tiridates III 330                                   |
| Cesarz Chin       | - 290 Jin Huidi 307                                       |
| Władca Korei      | - 292 Pongsang 300                                        |
| Papież            | - 283 Kajus 296                                           |
| Król Persji       | - 276 Bahram II 293 - 293 Bahram III 293 - 293 Narses 302 |
| Cesarz Rzymu      | - 284 Dioklecjan 305 - 286 Maksymian 305                  |

Rok 293 / CCXCIII
stulecia: II wiek ~
III wiek ~
IV wiek

lata: 283 «
288 «
289 «
290 «
291 «
292 «
293
» 294
» 295
» 296
» 297
» 298
» 303

## Wydarzenia
- 1 marca – Konstancjusz I Chlorus otrzymał tytuł cezara.
- Konstancjusz I wyruszył przeciw uzurpatorowi Karauzjuszowi. Karauzjusz zginął zabity przez Allektusa, który przejął rządy w rzymskiej Brytanii do 296.
- Galeria Waleria została żoną cezara Galeriusza.
- Narses został królem Persji.

## Urodzili się
- (po 293) Konstancja, córka Konstancjusza Chlorusa, cesarzowa (zm. ≈330).

## Zmarli
- Bahram II, król Persji z dynastii Sasanidów.
- Bahram III, król Persji z dynastii Sasanidów.
- Karauzjusz, rzymski uzurpator w Brytanii.
- Rufin I, biskup Bizancjum.